# Hjørring - Nu og da
|  | Denne artikel er oprettet af botten Steenthbot ud fra en ekstern database. Den kan derfor have sproglige fejl eller mangler. Denne skabelon kan fjernes efter kontrol af indholdet. |

Hjørring - Nu og da er en dansk dokumentarfilm fra 1984 instrueret af Per Larsen efter eget manuskript.